# Anna Vasa
Anna Vasa (Eskilstuna, 17 o 31 maggio 1568 – Brodnica, 26 febbraio 1625) è stata una principessa svedese.

## Biografia
Era figlia del re Giovanni III di Svezia e di Caterina Jagellona. Sorella del re Sigismondo III Vasa, era la figlia più giovane di Giovanni III di Svezia.
Fu educata fin da giovane al cattolicesimo da sua madre, ma verso il 1580 Anna si convertì al luteranesimo.
Quando suo fratello Sigismondo fu eletto re di Polonia, Anna lo accompagnò a Varsavia. Dopo due anni, nel 1589 tornò però in Svezia a causa della riluttanza delle istituzioni polacche nei suoi confronti, credevano che avesse troppa influenza sul re in favore della Svezia.
Nel 1592 tornò in Polonia e dal 1598 vi rimase definitivamente, però a causa dei conflitti religiosi non può restare nella corte reale e quindi dal 1604 risiede tra Brodnica e Golub.
Anna Vasa di Svezia muore nel 1625 a Brodnica. In quanto membro della famiglia reale dovrebbe essere sepolto nella cattedrale del Wawel, ma questo non è stato possibile a causa del divieto papale sulla sepoltura dei protestanti nei luoghi di culto dei cattolici e perciò il suo corpo venne conservato per molti anni in una zona del castello di Brodnica.
Solo nel 1636 il nipote Ladislao IV Vasa decise di trasferirla nel mausoleo fatto costruire per lei presso la chiesa di Santa Maria a Toruń.

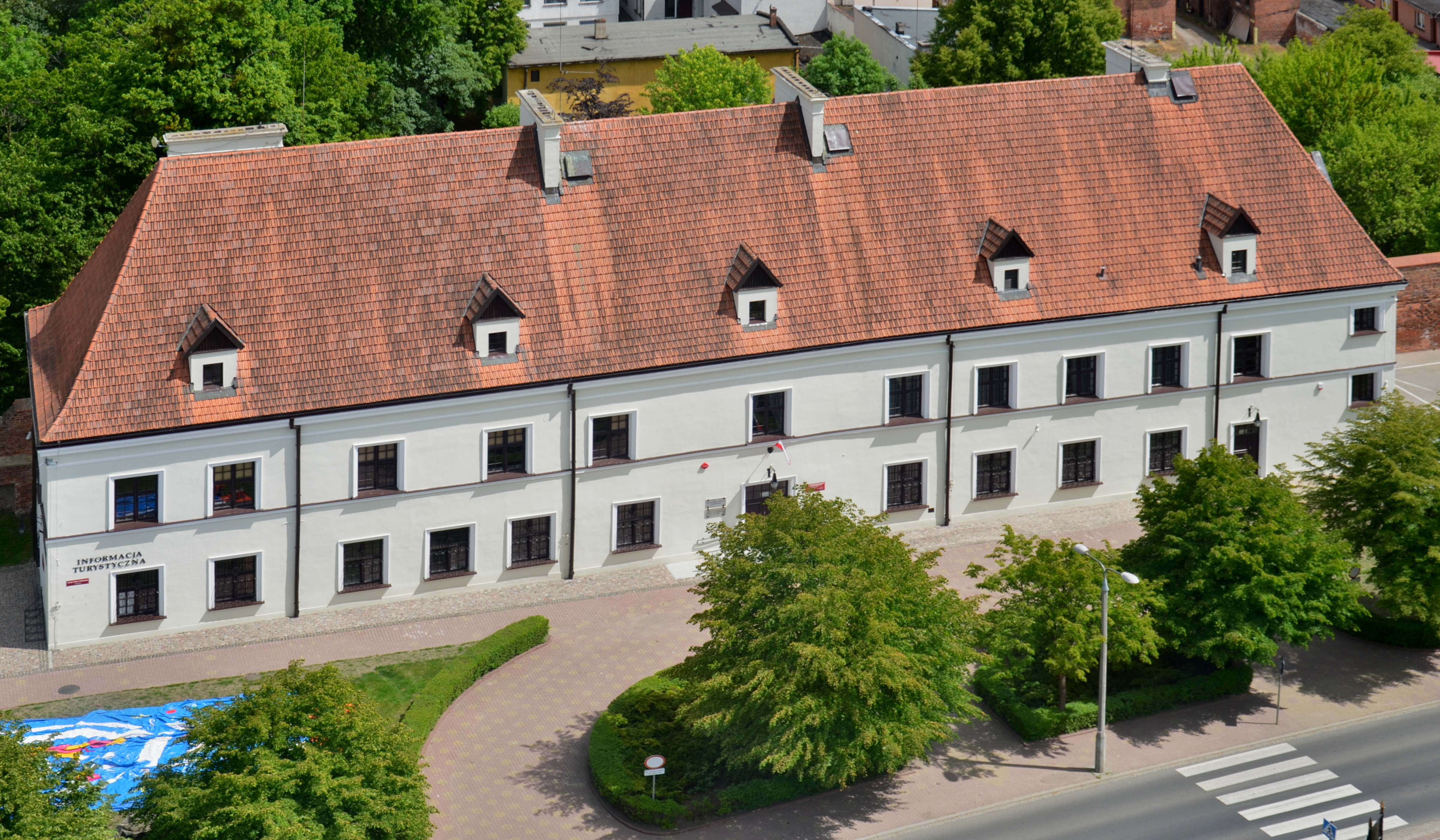
Palazzo di Anna Vasa a Brodnica

## Ascendenza
|                         |                        |                               | Genitori                          |  |  | Nonni |  |  | Bisnonni            |  |  | Trisnonni                |  |
|                         |                        |                               |                                   |  |  |       |  |  | Erik Johansson Vasa |  |  | Johan Kristiernsson Vasa |  |
|                         |                        |                               |                                   |  |  |       |  |  | Erik Johansson Vasa |  |  | Johan Kristiernsson Vasa |  |
|                         |                        | Birgitta Gustavsdotter Sture  |                                   |  |  |       |  |  | Erik Johansson Vasa |  |  |                          |  |
| Gustavo I di Svezia     |                        |                               |                                   |  |  |       |  |  | Erik Johansson Vasa |  |  |                          |  |
|                         |                        | Cecilia Månsdotter Eka        | Måns Karlsson Eka                 |  |  |       |  |  |                     |  |  |                          |  |
|                         |                        | Cecilia Månsdotter Eka        | Måns Karlsson Eka                 |  |  |       |  |  |                     |  |  |                          |  |
|                         |                        | Cecilia Månsdotter Eka        | Sigrid Eskilsdotter Banér         |  |  |       |  |  |                     |  |  |                          |  |
| Giovanni III di Svezia  |                        | Cecilia Månsdotter Eka        |                                   |  |  |       |  |  |                     |  |  |                          |  |
|                         |                        | Erik Abrahamsson Leijonhufvud | Abraham Kristiernsson Leijonhuvud |  |  |       |  |  |                     |  |  |                          |  |
|                         |                        | Erik Abrahamsson Leijonhufvud | Abraham Kristiernsson Leijonhuvud |  |  |       |  |  |                     |  |  |                          |  |
|                         |                        | Erik Abrahamsson Leijonhufvud | Birgitta Månsdotter Natt och Dag  |  |  |       |  |  |                     |  |  |                          |  |
| Margherita Leijonhufvud |                        | Erik Abrahamsson Leijonhufvud |                                   |  |  |       |  |  |                     |  |  |                          |  |
|                         |                        | Ebba Eriksdotter Vasa         | Erik Karlsson Vasa                |  |  |       |  |  |                     |  |  |                          |  |
|                         |                        | Ebba Eriksdotter Vasa         | Erik Karlsson Vasa                |  |  |       |  |  |                     |  |  |                          |  |
|                         |                        | Ebba Eriksdotter Vasa         | Anna Karlsdotter Vinstorpa        |  |  |       |  |  |                     |  |  |                          |  |
| Anna Vasa               |                        | Ebba Eriksdotter Vasa         |                                   |  |  |       |  |  |                     |  |  |                          |  |
|                         | Casimiro IV di Polonia | Ladislao II di Polonia        |                                   |  |  |       |  |  |                     |  |  |                          |  |
|                         | Casimiro IV di Polonia | Ladislao II di Polonia        |                                   |  |  |       |  |  |                     |  |  |                          |  |
|                         | Casimiro IV di Polonia | Sofia Alšėniškė               |                                   |  |  |       |  |  |                     |  |  |                          |  |
| Sigismondo I di Polonia | Casimiro IV di Polonia |                               |                                   |  |  |       |  |  |                     |  |  |                          |  |
|                         |                        | Elisabetta d'Asburgo          | Alberto II d'Asburgo              |  |  |       |  |  |                     |  |  |                          |  |
|                         |                        | Elisabetta d'Asburgo          | Alberto II d'Asburgo              |  |  |       |  |  |                     |  |  |                          |  |
|                         |                        | Elisabetta d'Asburgo          | Elisabetta di Lussemburgo         |  |  |       |  |  |                     |  |  |                          |  |
| Caterina Jagellona      |                        | Elisabetta d'Asburgo          |                                   |  |  |       |  |  |                     |  |  |                          |  |
|                         |                        | Gian Galeazzo Sforza          | Galeazzo Maria Sforza             |  |  |       |  |  |                     |  |  |                          |  |
|                         |                        | Gian Galeazzo Sforza          | Galeazzo Maria Sforza             |  |  |       |  |  |                     |  |  |                          |  |
|                         |                        | Gian Galeazzo Sforza          | Bona di Savoia                    |  |  |       |  |  |                     |  |  |                          |  |
| Bona Sforza             |                        | Gian Galeazzo Sforza          |                                   |  |  |       |  |  |                     |  |  |                          |  |
|                         |                        | Isabella di Napoli            | Alfonso II di Napoli              |  |  |       |  |  |                     |  |  |                          |  |
|                         |                        | Isabella di Napoli            | Alfonso II di Napoli              |  |  |       |  |  |                     |  |  |                          |  |
|                         |                        | Isabella di Napoli            | Ippolita Maria Sforza             |  |  |       |  |  |                     |  |  |                          |  |
|                         |                        | Isabella di Napoli            |                                   |  |  |       |  |  |                     |  |  |                          |  |